# 高瀬文淵
高瀬 文淵（たかせ ぶんえん、元治元年1月26日（1864年3月4日）- 昭和15年（1940年）1月26日）は、明治時代の小説家。本名は黒川安治。主に1890年代に活動した。

## 経歴
安房国朝夷郡（現・千葉県南房総市（旧安房郡白浜町））に生まれる。千葉師範学校を卒業して教職に就くが、後に上京して文学界に入り、雑誌『教訓』や『少年文庫』の編集に携わりながら、小説や評論を発表した。
しかし、1908年（明治41年）に自殺した川上眉山の通夜に参列したころから、ほかの文学者との交わりを絶つようになり、大正年間にはいくつかの時代小説を書くにとどまった。
田山花袋は『東京の三十年』の中で、高瀬の思い出を記している（岩波文庫版p49-51）。それによると、二葉亭四迷、森鴎外、樋口一葉を推し、尾崎紅葉は高く評価はしなかったという。